# Bordeaux (cráter)
Bordeaux es el nombre de un pequeño cráter de impacto en el planeta Marte situado a 23.4° Norte y -49° Oeste. El impacto causó un abertura de 1.8 kilómetros de diámetro en la superficie del planeta. El nombre fue aprobado en 1979 por la Unión Astronómica Internacional en honor a la comunidad francesa de Burdeos, hogar del Puerto de la Luna: Patrimonio de la Humanidad desde 2007.